# NSB Skd 212
Die Schienentraktoren der Baureihe Skd 212 wurden ab 1943 von der deutschen Wehrmacht beim Bau der Nordlandsbane auf dem Streckenabschnitt zwischen Mosjøen und Dunderland in Norwegen eingesetzt.
Sie sollen zudem auf einer Anschlussbahn vom Hafen Rognan zu einem Ort Brenningskogen verwendet worden sein.

## Geschichte
Die beiden Kleinlokomotiven wurden 1941 von der Maschinenbau und Bahnbedarf AG (MBA) in Deutschland mit den Fabriknummern 21372 und 21373 gebaut und an die Kriegsmarinewerft Kiel geliefert. Von dort wurden sie 1943 nach Norwegen zum Streckenbau verbracht.
Nach Ende des Zweiten Weltkrieges übernahmen Norges Statsbaner (deutsch Norwegische Staatsbahnen) die beiden Maschinen. Die Lokomotiven wurden für den weiteren Streckenbau sowie zum Rangieren auf Anschlussbahnen und in den Bahnhöfen verwendet.
Die Ausmusterung und Verschrottung erfolgte 1964.